# Balling János
Gelsei Balling János (Gelse, ? – Munkács, 1645. március 19. előtt) katona, várkapitány.

## Családja
Kisnemesi családból származott; feleségétől – Ignéczy István szentmiklósi udvarbíró ismeretlen keresztnevű lányától – három gyermeke született: György, Anna (Leövey Gergelyné), Erzsébet (Kende Ferencné).

## Élete
Katonai pályafutását a Báthori-család szolgálatában kezdte, 1610-ben pedig már jelentős szerepet vállalt a Báthory Gábor ellen eltervezett széki merénylet meghiúsításában. 1613-ban csatlakozott Bethlen Gábor támogatói csoportjához, aminek folyamodványaként kinevezték őt a fogarasi vár kapitányává. 1614-ben a Báthory meggyilkolásában résztvevő Ghiczy Andrást kivégeztette. 
Később, 1619-től – vélhetően halála pillanatáig – a munkácsi vár kapitánya, illetve a munkácsi uradalom provizora volt, s mint ilyen, Bethlen Gábor és I. Rákóczi György legfőbb bizalmasainak egyike. Tisztségében végig erélyesen járt el; már 1622-ben egy 12 pontból álló rendfenntartási pátenst bocsátott ki, melyben szabályozta a vásártartást, a tűzrendészetet, a közbiztonságra vonatkozó intézkedéseket és a törvényi joggyakorlatokat. Az uradalom területén emellett több új település megalapítását is elrendelte, így például Volóc, Kisszolyva és Talamás (ma: Zúgó) alapítását. 1625 és 1629 között kijavította a vár hibáit, és új épületekkel korszerűsítette azt; amiről a felső vár egyik folyosóján emléktábla tanúskodik, a következő latin nyelvű felirattal:
1629-ben, Bethlen halála után a vár tulajdonjoga Brandenburgi Katalinra szállt, ám időközben I. Rákóczi György is igyekezett elkövetni mindent annak érdekében, hogy megszerezze magának a stratégiailag fontos erődítményt. Balling kezdetben Katalint támogatta, a későbbiekben viszont – a Kemény Jánossal folytatott tárgyalások eredményeképpen – végül fokozatosan átállt a Rákócziak oldalára. Hűségét bizonyítandó a vár alá érkező királyi követek előtt egyszerűen megtagadta a belépést. A munkácsi vár ennek köszönhetően hosszú évtizedekre a Rákóczi család birtokába került.
Az 1631-32-es Felső-Tisza-vidéki parasztfelkeléssel kezdetben még szimpatizált, Rákóczi érdekeit szem előtt tartva azonban végül részt vett a mozgalom leverésében.
Jellemét tekintve vitéz és hűséges ember hírében állt: akinek ugyanis egyszer a szolgálatába lépett, attól sem erő, sem vesztegetés, sem furfang el nem tántorította. Egyes forrásokból kitűnik, hogy fanatikus kálvinista lehetett, aki azonban a jó ételt és a jó bort egyáltalán nem vetette meg, s a lakomák után nagy élvezettel hallgatta a különféle dalokat és lantjátékokat – állítólag ő maga is messze földön híres kobzosnak számított.
Fanatizmusára jó példa, hogy 1640-ben elfogatta és bebörtönözte Taraszovics Bazil munkácsi püspököt, miután nyilvánosságra került a kárpátaljai ortodoxok uniós szándéka a római katolikus egyházzal. Hasonló okokból 1644-ben az ungvári katolikusokat is megtámadta.
Balling 1645. március közepén halt meg Munkácson – temetésére március 19-én került sor, amelyen I. Rákóczy György is megjelent.

## Alakja a magyar irodalomban
Balling János személye néhány szépirodalmi alkotásban is felbukkan:
- Baráth Lajos: A félelem földje
- Tóth Sándor: A virginás asszony
- Vértesi Arnold: Bátori Gábor